# Héctor Germán Oesterheld

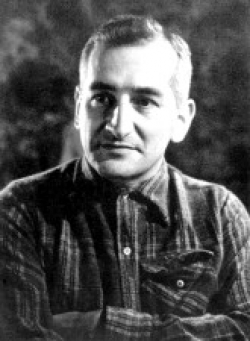
Héctor Germán Oesterheld

Héctor Germán Oesterheld (* 23. Juli 1919 in Buenos Aires; † 1978?) war ein argentinischer Journalist und Schriftsteller.

## Leben
Oesterheld stammte aus einer Familie von Einwanderern, sein Vater war Deutscher, seine Mutter Baskin. Er studierte an der Universidad de Buenos Aires Geologie und begann bereits während dieser Zeit mit ersten literarischen Versuchen. Sein Debüt als Journalist war im Feuilleton der argentinischen Tageszeitung „La Prensa“ zu lesen. In dieser Zeit lernte er auch die konstruierte Sprache Esperanto und begann darin internationale Korrespondenzen zu führen.
1950 heiratete Oesterheld in Buenos Aires Elsa Sánchez und hatte mit ihr vier Töchter; Estela (* 1952), Diana (* 1953), Beatriz (* 1955) und Marina (* 1957).
1957 gründete Oesterheld zusammen mit seinem Bruder Jorge die Ediciones Frontera; gedacht war dieser Verlag als Basis für Oesterhelds eigene Arbeiten, unter anderem für seine graphic novels, mit denen er sich inzwischen einen Namen gemacht hatte.
Als sich 1976 die Junta unter General Jorge Rafael Videla an die Macht geputscht hatte, verhaftete man Oesterheld und ließ ihn verschwinden. Ein Jahr später wurden auch seine vier Töchter verhaftet und erlitten wohl dasselbe Schicksal. Die Ehefrau bzw. Mutter Elsa Sánchez gehörte zu den ersten Mitgliedern der Organisation Madres de Plaza de Mayo, welche erstmals am 30. April 1977 protestierte. Später wählte man sie zudem noch als Sprecherin der Abuelas de Plaza de Mayo.

## Videobeiträge
- TIDE TV - Verschwunden in Argentinien - Die Oesterhelds

## Werke (Auswahl)
- mit Alberto Breccia und Enrique Breccia (Zeichnungen): Che, Carlsen, Hamburg 2008, ISBN 978-3-551-77654-9.
- mit Francisco Solano López (Zeichnungen): Eternauta. Übersetzung aus dem argentinischen Spanisch Claudia Wente. Avant, Berlin 2016, ISBN 978-3-945034-35-4.[2]